# 長田克史
長田 克史（おさだ かつし、1957年6月25日 - ）は、山梨県南巨摩郡中富町（現：身延町）出身の元プロ野球選手（内野手）。右投右打。

## 来歴・人物
山梨・市川高では1年生から遊撃手のレギュラーとなる。2年秋から主将を務め、控え投手もこなした。1974年秋季関東大会準決勝に進むが、小山高に敗退。翌1975年春季関東大会は1回戦で土屋正勝が先発した銚子商に5回コールドで敗れる。同年夏は大会直前に不祥事で大会出場を辞退している。
高校卒業後は社会人野球の日産自動車を経て、1980年のプロ野球ドラフト会議で中日ドラゴンズからドラフト4位指名を受け入団。1983年には3試合に三塁手として先発出場を果たすが、その後は活躍の場に恵まれず、1986年限りで現役を引退。
現在は、中日球団職員で、球団合宿所副寮長やナゴヤ球場管理担当となっている。

## 詳細情報

### 年度別打撃成績
| 年 度     | 球 団     | 試 合 | 打 席 | 打 数 | 得 点 | 安 打 | 二 塁 打 | 三 塁 打 | 本 塁 打 | 塁 打 | 打 点 | 盗 塁 | 盗 塁 死 | 犠 打 | 犠 飛 | 四 球 | 敬 遠 | 死 球 | 三 振 | 併 殺 打 | 打 率 | 出 塁 率 | 長 打 率 | O P S |
| --------- | --------- | ----- | ----- | ----- | ----- | ----- | -------- | -------- | -------- | ----- | ----- | ----- | -------- | ----- | ----- | ----- | ----- | ----- | ----- | -------- | ----- | -------- | -------- | ----- |
| 1983      | 中日      | 49    | 21    | 19    | 2     | 3     | 1        | 0        | 0        | 4     | 2     | 0     | 0        | 1     | 0     | 1     | 0     | 0     | 7     | 1        | .158  | .200     | .211     | .411  |
| 1985      | 中日      | 2     | 0     | 0     | 0     | 0     | 0        | 0        | 0        | 0     | 0     | 0     | 0        | 0     | 0     | 0     | 0     | 0     | 0     | 0        | ----  | ----     | ----     | ----  |
| 通算：2年 | 通算：2年 | 51    | 21    | 19    | 2     | 3     | 1        | 0        | 0        | 4     | 2     | 0     | 0        | 1     | 0     | 1     | 0     | 0     | 7     | 1        | .158  | .200     | .211     | .411  |

### 記録
- 初出場・初打席：1983年6月28日、対ヤクルトスワローズ戦（山形）、7番・三塁で先発出場
- 初安打：1983年7月19日、対阪神タイガース戦（浜松）、小林繁から単打
- 初打点：1983年8月28日、対広島東洋カープ戦（広島市民球場）、9回古沢憲司から適時打

### 背番号
- 36 （1981年 - 1986年）